# Spoorlijn La Chapelle-Anthenaise - Flers
De spoorlijn La Chapelle-Anthenaise - Flers was een Franse spoorlijn van La Chapelle-Anthenaise naar Flers. De lijn was 77,4 km lang en heeft als lijnnummer 436 000.

## Geschiedenis
De lijn werd in gedeeltes geopend door de Compagnie des chemins de fer de l'Ouest, van La Chapelle-Anthenaise naar Mayenne op 6 november 1866, van Domfront naar Flers op 18 mei 1874 en van Mayenne naar Domfront op 21 september 1874. Op 31 mei 1970 is de lijn gesloten voor personenvervoer, tegelijk met het goederenvervoer tussen Ambrières - Ceaucé. Tussen Mayenne en  Ambrières was er goederenvervoer tot 6 april 1987, tussen Ceaucé en Domfront tot 31 mei 1987, tussen Domfront en Flers tot 1 oktober 1990 en tussen La Chapelle-Anthenaise en Mayenne tot 26 januari 1992.

## Aansluitingen
In de volgende plaatsen is of was er een aansluiting op de volgende spoorlijnen:
La Chapelle-Anthenaise
RFN 420 000, spoorlijn tussen Paris-Montparnasse en Brest
Mayenne
RFN 435 000, spoorlijn tussen Pré-en-Pail en Mayenne
RFN 438 000, spoorlijn tussen Mayenne en La Selle-en-Luitré
Domfront
RFN 432 000, spoorlijn tussen Alençon en Domfront
RFN 437 000, spoorlijn tussen Domfront en Pontaubault
Messei
RFN 405 306, raccordement van Messei
Flers
RFN 405 000, spoorlijn tussen Argentan en Granville